# Sent Còsme e Maruèjols
Sent Còsme e Maruèjols (en francès Saint-Côme-et-Maruéjols) és un municipi francès situat al departament del Gard i a la regió d'Occitània.